# Interior del Moulin de la Galette
Interior del Moulin de la Galette és una pintura a l'oli realitzada per Ramon Casas entre 1890 i 1891 a Barcelona i que actualment exposada al Museu Nacional d'Art de Catalunya de Barcelona.

## Autor
Ramon Casas (Barcelona, 1866-1932) va ser el millor pintor de la primera generació modernista i, junt amb Santiago Rusiñol, l'impulsor de la renovació de la pintura catalana de finals del segle xix. Amb tan sols 15 anys va iniciar una estada a París per ampliar la seva formació que es va prolongar tres anys. Cal destacar els dots de Casas per a la pintura i per al dibuix, així com la seva capacitat per conrear amb el mateix èxit el paisatge i el retrat, si bé va ser aquest darrer gènere el que li va proporcionar un major reconeixement i el va consagrar com el retratista més cobejat per la burgesia barcelonina.

## Història
L'obra forma part d'una sèrie d'interiors del popular ball del Moulin de la Galette de Montmartre que Ramon Casas va pintar durant la seva estada a París, entre el començament de l'hivern de 1890 i principis de l'estiu de 1891.
Va figurar a la segona exposició que Casas va celebrar a la Sala Parés, al novembre de 1891, juntament amb els seus amics Rusiñol i Clarasó. Més recentment va formar part de l'exposició que, amb el títol Ramon Casas. El pintor del modernisme va organitzar el Museu Nacional d'Art de Catalunya entre gener i abril de 2001.
Actualment es troba exposada a la Sala d'Avantguarda de la Col·lecció d'Art Modern (espai anteriorment dedicat a Joaquim Torres-García), juntament amb un Collage-pintura de Joan Miró, obra que data d'un període fonamental en la trajectòria d'aquest artista, el de l'anomenada 'antipintura'. Aquesta peça fou dipositada al Museu pel Ministeri de Cultura, gràcies a una dació en pagament d'impostos. L'obra complementa l'obra Plein air, fruit de la vida bohèmia que Casas va compartir a París amb Santiago Rusiñol, i Le bal blanc i La llotja d'Hermen Anglada Camarasa. Aquestes dues darreres pintures daten de principis del segle xx, i omplen el buit d'obres d'aquest període de l'artista, del qual només es comptava amb una obra de petit format.

## Descripció
Representa el mateix angle, al costat de l'orquestra, que la pintura Ball del Moulin de la Galette que es conserva al Museu del Cau Ferrat de Sitges. Tanmateix Casas no pinta aquí el bullici nocturn habitual del cèlebre local sinó que representa una atractiva escena en el qual una noia a primer terme es mostra indiferent a l'actitud amorosa d'una parella i a la música que
interpreta, dalt l'estrada, un dels músics.